# Pierre Depp
Pour les articles homonymes, voir Depp.
Pierre Depp, né le 9 septembre 1908 à Urbeis et mort le 15 mai 1945 à Bourg-Bruche, est un résistant français pendant la Seconde Guerre mondiale.

## Biographie
Pierre Depp naît à Urbeis le 9 septembre 1908 au sein d'une famille alsacienne qui s'établit ensuite à la ferme du Hang sur la commune de Bourg-Bruche. C'est une ferme proche de la frontière entre la terre d'Alsace, annexée de fait en juillet 1940, et la France,.
Revenu de captivité en 1940, il fait passer la frontière à des prisonniers de guerre évadés, et des Alsaciens menacés ou poursuivis. Improvisée au début, son activité s'intègre dans le réseau de passeurs d'une filière appartenant au réseau Martial, Sengler et Haubtmann à Villé, puis Benoit à la Salcée. Lui-même les fait passer à la ferme Idoux, au lieu-dit « Le pré aux chênes ».
Son activité intense éveille la suspicion des nazis qui infiltrent le réseau par une jeune femme, Jacqueline Weber. Dénoncé, il est arrêté le 12 octobre 1944 avec le fermier Idoux, transféré à Provenchères puis à Saales, confronté à sa dénonciatrice, torturé au camp de sûreté de Vorbruck-Schirmeck, puis au camp annexe de Haslach (Vulkan) en Forêt Noire à partir de novembre 1944.
Libéré par les Alliés il décède chez lui, des suites des mauvais traitements subis, le 15 mai 1945,.

## Postérité
Il est enterré au cimetière de Saales. Son souvenir est entretenu par le pasteur Rentz de Rothau après la guerre,. La dénonciatrice est condamnée à 20 ans de travaux forcés. Certains cependant contestent la trahison de Jacqueline Weber. Les passeurs Benoit et Idoux ne sont pas revenus de déportation.

## Distinctions
- Croix de guerre 1939-1945, palme de vermeil[6].